# Peter Mohrdieck
Peter Mohrdieck (* 1958 in Berlin) ist ein deutscher Schauspieler und Kunstmaler.

## Leben
Peter Mohrdieck wuchs in Berlin auf. Seine Berufsausbildung erhielt er zunächst in den Bereichen industrielle Formgestaltung, Grafik und Design. Erst später wechselte Mohrdieck ins Schauspielfach, absolvierte seine Schauspielausbildung von 1982 bis 1986 an der HSK Berlin – Hochschule für Schauspielkunst Ernst Busch  und wurde seither in vielen Serien- und Fernsehproduktionen engagiert.
Nach einer Pause von 20 Jahren ist er zudem wieder als Kunstmaler tätig. Unter dem Pseudonym Mori betreibt Peter Mohrdieck Atelier und Galerie in Berlin-Friedrichshain. Im Stil des American Realism spannt er einen Bogen vom Naturalismus des 19. Jahrhunderts bis hin zum Fotorealismus der 1960er und 1970er Jahre. Auf den ersten Blick kommt die optische Wirkung seiner Bilder einer Fotografie gleich, ähnlich der Maltechnik von Edward Hopper. Seine Motive stellen meist großstädtisches Leben (Berlin, New York, Shanghai) dar. Mehrere Mohrdieck-Ausstellungen fanden bislang in Berlin und Hamburg statt.

## Filmografie
Kino
- 1987: Wie die Alten sungen… – Regie: Günter Reisch
- 1988: Fallada – Letztes Kapitel – Regie: Roland Gräf
- 1989: Verflixtes Mißgeschick! – Regie: Hannelore Unterberg
- 1989: Der Bruch – Regie: Frank Beyer
- 1989: Die Besteigung des Chimborazo
- 1990: Lasst mich doch eine Taube sein
- 1990: Die Sprungdeckeluhr – Regie: Gunter Friedrich
- 1991: Farßmann oder Zu Fuß in die Sackgasse – Regie: Roland Oehme
- 1992: Der Brocken – Regie: Vadim Glowna
- 1993: Der Kinoerzähler – Regie: Bernhard Sinkel
- 1995: Mutters Courage – Regie: Michael Verhoeven

Fernsehen
- 1989: Johanna – Regie: Peter Hagen (TV-Serie)
- 1990: Polizeiruf 110: Warum ich … (TV-Reihe)
- 1990: Albert Einstein (Zweiteiler)
- 1990: Polizeiruf 110: Tod durch elektrischen Strom – Regie: Peter Hagen (TV-Reihe)
- 1991: Polizeiruf 110: Mit dem Anruf kommt der Tod – Regie: Thomas Jacob (TV-Reihe)
- 1991/94: Fritze Bollmann will nicht angeln – Regie: Christa Mühl
- 1993: Salto Postale (TV-Serie, vier Folgen)
- 1993: Goldstaub – Regie: Ottokar Runze
- 1993: Tatort: Kesseltreiben – Regie: Peter Schulze-Rohr (TV-Reihe)
- 1993: Tatort: Tod einer alten Frau – Regie: Matti Geschonneck (TV-Reihe)
- 1993: Der Showmaster – Regie: Hartmut Griesmayr
- 1994: Der Mann mit der Maske – Regie: Peter Schulze-Rohr
- 1994: Tatort: Geschlossene Akten – Regie: Matti Geschonneck (TV-Reihe)
- 1994: Polizeiruf 110: Totes Gleis – Regie: Bernd Böhlich (TV-Reihe)
- 1995: Polizeiruf 110: Im Netz – Regie: Rodica Doehnert (TV-Reihe)
- 1995: Tatort: Bienzle und die Feuerwand – Regie: Hartmut Griesmayr (TV-Reihe)
- 1995: Freunde fürs Leben (TV-Serie)
- 1995: Mutter mit 18 – Regie: Horst Kummeth
- 1995: Wozu denn Eltern? – Regie: Rüdiger Nüchtern
- 1996: Wolkenstein (TV-Serie)
- 1996: Die Wache (TV-Serie)
- 1997: Der Prinzgemahl – Regie: Vera Loebner
- 1997: Hinter Gittern – Der Frauenknast (TV-Serie)
- 1997: Ein Mord für Quandt (TV-Serie)
- 1998: Der Handymörder – Regie: Hans Werner
- 1998: Polizeiruf 110: Das Wunder von Wustermark – Regie: Bernd Böhlich (TV-Reihe)
- 1998: Tatort: Schüsse auf der Autobahn – Regie: Hartmut Griesmayr (TV-Reihe)
- 1999: E-M@il an Gott – Regie: Bernd Böhlich
- 1999: Tatort: Tödliches Labyrinth – Regie: Dieter Berner (TV-Reihe)
- 2000: Tatort: Tödliches Verlangen – Regie: Miko Zeuschner (TV-Reihe)
- 2000: Der Alte (TV-Serie)
- 2002: Der Landarzt (TV-Serie)
- 2002: Tanners letzte Chance – Regie: Ernst Josef Lauscher
- 2002: Körner und Köter (Fernsehserie)
- 2002: Heimatgeschichten (TV-Serie)
- 2002: Die Hinterbänkler (TV-Serie)
- 2003: Körner und Köter – Geld und andere Kleinigkeiten
- 2004: Anja & Anton – Rapunzel
- 2004: Ein einsames Haus am See – Regie: Sigi Rothemund
- 2013: Willkommen auf dem Land – Regie: Tim Trageser

## Hörspiele
- 1994: Peter Mohr: Zur letzten Instanz (Patient) – Regie: Holger Rink (Hörspiel – ORB)